# Tshanda Sangwa
Tshanda Sangwa, né le 26 juillet 1996 à Genève (Suisse), est un musicien et acteur helvético-congolais.

## Biographie
Ses parents sont tous les deux artistes musiciens : son père Maray était chanteur et danseur du groupe de Papa Wemba, et sa mère Sonia, Suissesse, professeure de musique,. Bercé très tôt par la musique de ses parents, Tshanda se retrouve dans la plupart de leurs clips vidéo.
En novembre 2001, il tourne pour le spot publicitaire « Bébé Rico », apparaissant sur le devant de la scène. Très vite, il est adopté par le public sous le nom « Bébé Tshanda ». Pour son premier concert en juin 2002, à l'âge de six ans, Tshanda réunit à la Halle de la Gombe de Kinshasa, 3 000 Shégués (enfants des rues de Kinshasa), et en novembre de la même année, Bébé Tshanda est nommé ambassadeur des droits de l'enfant par la Fondation européenne des droits de l'enfant. Artiste révélé, Tshanda se produit devant plus de 50 000 personnes au stade des Martyrs en décembre 2002.
En août 2003, pour la 4e édition du Festival panafricain de musique (FESPAM) à Brazzaville, Tshanda partage la scène avec Youssou N'Dour, Manu Dibango, Magic System, Koffi Olomidé… et obtient le prix « Révélation Fespam 2003 ». Pour son premier rôle au cinéma, en août 2004, l'artiste interprète Petit-Prince dans le film de Mwezé Ngangura Les Habits neufs du gouverneur. Il représente le Congo pour le 60e anniversaire du Secours populaire français au stade de France au mois d'août 2005.
En avril 2006, Tshanda sert de guide aux « petits zèbres » à Kinshasa : émission de la Radio suisse romande. Les enregistrements sont réalisés dans différentes écoles et ont comme thème principal les droits de l'enfant. L'émission remporte un prix en Suisse, et « les petits zèbres » ont pu participer au grand concours radiophonique international des droits de l'enfant en Égypte.  
Il participe en 2011 à l'émission Die grössten Schweizer Talente sur SF1. 
En 2017, après avoir effectué plusieurs formations musicales, il revient sur le devant de la scène avec le single On my way en featuring avec le rappeur Zaïan suivi quelques mois plus tard d'un deuxième single, Na moni yo.
Entre 2018 et 2020 il sortira six titres : Nzele (2018), Valeu (2018), Fais la tourner (2019), Yele (2019), Bain Moussant (2020) et Yo Te (2020)
Il apparait également sur le titre Sinta de Dean et featuring avec Svenchy sorti en 2019.